# Yul Brynner
Yul Brynner (Vlagyivosztok, 1920. július 11. – New York, 1985. október 10.) Oscar-díjas és Tony-díjas orosz származású amerikai színész.
Legismertebb szerepei a sziámi király alakítása A király és én című Richard Rodgers-musicalben színpadon és a filmvásznon, II. Ramszesz szerepe Cecil B. DeMille 1956-ban készült Tízparancsolat című filmjében, illetve Chris Adamsé A hét mesterlövész című klasszikus westernfilmben.
Gazdag, mély hangjáról volt ismert és kopaszra borotvált fejéről. Utóbbira A király és énben játszott szerepéhez volt szüksége, de aztán megőrizte mint „védjegyet”. E szerepe miatt Hollywoodban „a Király” becenéven volt ismert.

## Gyerekkora és ifjúkora
Julij Boriszovics Brinyer (Юлий Бори́сович Бри́нер) néven (eredetileg egy n-nel írta a nevét, a második később adódott hozzá) Vlagyivosztokban született. Anyja, Maruszja Blagovidova egy orosz orvos lánya volt. Apja, Borisz Brinyer mérnök és feltaláló svájci származású volt és egytizenhatod részben mongol (egész pontosan burját) vér is csörgedezett az ereiben. Julijt apai nagyapjáról, Jules Brynerről nevezték el.
Háttere az amerikaiak számára egzotikus volt, de úgy döntött, hogy még tovább színesíti: azt állította, hogy mongol leszármazottként, Taidje Khan néven született Szahalinon. A valós részleteket fia, Rock Brynner 1989-ben kiadott Yul Brynner-életrajza tárta fel. A régebbi lexikonokban a téves adatok szerepelnek.
Miután Borisz Brinyer elhagyta a családot, az anya Julijt és lánytestvérét, Verát Harbinba, Kínába vitte, ahol a YMCA iskolájába jártak. 1934-ben Párizsba költöztek.
A második világháború idején – 1941-től a D-napig – Julij francia nyelvű rádióbemondóként dolgozott az Egyesült Államok Háborús Információs Irodája (United States Office of War Information) számára, amelynek üzeneteit az éteren keresztül közvetítette a németek által megszállva tartott Franciaország lakói felé.

## Színészi pályája
Színészi és modell karrierje húszas évei elején kezdődött. George Platt Lynes meztelenül is fényképezte.
Legismertebb és legelismertebb alakítása Mongkut sziámi király szerepe volt A király és én című broadwayi musicalben. Ezt élete során összesen 4625-ször játszotta el: megjelent az eredeti produkcióban, a későbbi turnéváltozatokban, az 1977-es és 1985-ös broadwayi felújításokban. Megjelent a filmváltozatban is, és ezért elnyerte a legjobb férfiszínész Oscar-díját, majd a rövidéletű tévéfilmváltozatban (Anna és a király), amelyet a CBS vetített 1972-ben. Brynner egyike volt annak a kilenc embernek, akik a filmes Oscar-díjat és a színházi teljesítményért adományozott Tony-díjat is elnyerték ugyanazért a szerepért.
Filmes karrierje 1956-ban repülőrajtot vett: nemcsak A király és én filmváltozatában szerepelt ebben az évben, hanem a Tízparancsolat című filmben is Charlton Hestonnal és az Anasztázia című filmben Ingrid Bergmannal. A 173 cm magas Yul Brynner a Tízparancsolat forgatása előtt annyira tartott attól, hogy Charlton Heston fizikuma elhomályosítja a szereplését, hogy a filmre intenzív súlyemelő gyakorlatokkal készült.
Később olyan filmek sztárja volt, mint a bibliai Salamon és Sába királynője (1959), A hét mesterlövész (1960), a Tarasz Bulba (1962), az Arnold, a bajkeverő (1968) és A csodatevő (1969). Együtt játszott Marlon Brandóval a Morituri című filmben, Katharine Hepburn volt a társa a The Madwoman of Chaillot című vígjátékban és William Shatner A Karamazov testvérek 1958-as filmváltozatában. Utolsó filmes megjelenései közt volt a Feltámad a vadnyugat (1973) és az Eljövendő világ (1976). Utoljára Barbara Bouchet-vel játszott a Death Rage című filmben 1976-ban.

## Magánélete
Yul Brynner négyszer házasodott, az első három házassága válással végződött. Három természetes gyermeke született és kettőt adoptált.
Első feleségével, Virginia Gilmore színésznővel 1944 és 1960 közt voltak házasok és egy gyermekük volt, ifjabb Yul Brynner, aki 1946. december 23-án született. Apja a Rock becenevet adta neki, Rocky Grazianóról, aki 1947-ben lett a ökölvívás középsúlyú világbajnoka. Rocktörténész, regényíró és tanít a poughkeepsie-i Marist College-ban, illetve a danburyi Nyugat-connecticuti Állami Egyetemen. 2006-ban könyvet adott ki apjáról és a család történetéről Empire and Odyssey: The Brynners in Far East Russia and Beyond (Birodalom és odüsszeia: A Brynnerek a távol-keleti Oroszországban és azon túl) címmel.
Brynnernek a hírek szerint az 1950-es évek elején viszonya volt Marlene Dietrichhel és az 50-es évek közepén Judy Garlanddal. Lánya, Lark Brynner házasságon kívül született (1958-ban) és az anyja nevelte fel.
Második felesége, Doris Kleiner, akivel 1960 és 1967 közt voltak együtt, chilei modell volt. A hét mesterlövész forgatása idején vette el. Egy gyermekük született, Victoria Brynner, akinek a keresztanyja Audrey Hepburn lett.
Harmadszor 1971-ben házasodott. A francia Jacqueline de Croisset-val, Philip de Croisset kiadóvezető özvegyével egy évtizedig voltak együtt. Két vietnámi gyermeket fogadtak örökbe: 1974-ben Miát és 1975-ben Melodyt.
Negyedik felesége 1983-tól haláláig Kathy Lee volt.
Élete vége fele trichinosisban szenvedett és beperelte a New York-i Plaza Hotel Trader Vic's éttermet, azzal vádolva, hogy itt szerezte a betegséget a nem kellőképpen megfőzött disznóhústól.
Tüdőrákban halt meg. Halála előtt nagy hatású reklámfilmet készített a dohányzás ártalmairól, amelyet csak halála után vetítettek.

## Filmjei

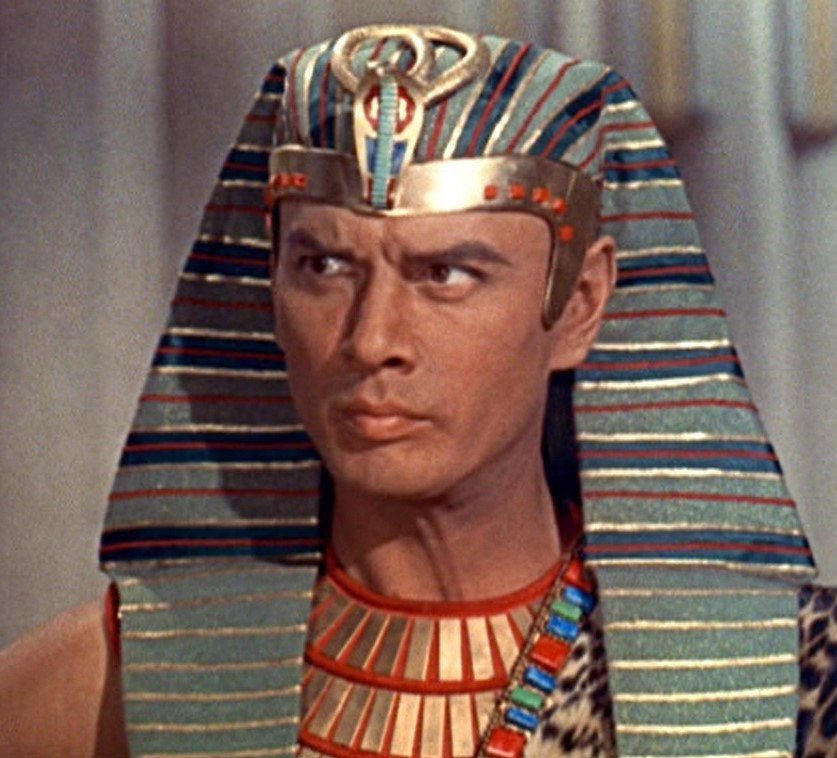
A Tízparancsolat előzetesében

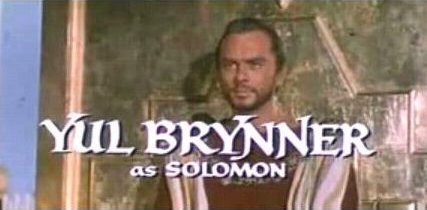
A Salamon és Sába királynője címszereplője

- 1980 – Lost to the Revolution (rövid film) – Narrátor (hangja)
- 1976 – Eljövendő világ (Futureworld) – Robot
- 1975 – Az utolsó harcos (The Ultimate Warrior) – Carson
- 1973 – Feltámad a vadnyugat (Westworld) – Robot
- 1973 - Le Serpent - A kígyó
- 1972 – Mr. Süket trükkjei (Fuzz) – A süket ember
- 1971
  - Romansa konjokradice – Jonathan Kongre
  - Isten veled, Sabata! (Adios, Sabata) – Sabata / Indio Black
  - Catlow (Catlow) – Catlow
- 1969
  - A csodatévő (The Magic Christian) – Transzvesztita kabaréénekes
  - Az aranylúd–akták (The File of the Golden Goose) – Peter Novak
  - A neretvai csata (Bitka na Neretvi) – Vlado
- 1968 – Arnold, a bajkeverő (Villa Rides) – Pancho Villa
- 1967 
  - A hosszú párbaj (The Long Duel) – Sultan
  - The Double Man – Dan Slater / Kalmar
- 1966 
  - Keresztül–kasul (Triple Cross) – Baron Von Grunen
  - A hét bátor mindig győz (Return of the Seven) – Chris
  - A mák virága is virág (Poppies Are Also Flowers) – Salem ezredes
  - Az óriás árnyéka (Cast a Giant Shadow) – Asher Gonen
- 1965 – Morituri (The Saboteur, Code Name Morituri) – Mueller kapitány
- 1964
  - Menekülés Ashiyából (Flight From Ashiya) – Mike Takashima őrmester
  - Bandita kerestetik (Invitation to a Gunfighter) – Jules Gaspard d'Estaing
- 1963 – A Nap királyai (Kings of the Sun)'' – Fekete Sas főnök
- 1962
  - Menekülés Zahrainból (Escape from Zahrain) – Sharif
  - Tarasz Bulba (Taras Bulba) – Taras Bulba
- 1961 – Szereti ön Brahmsot? (Goodbye Again)
- 1960
  - A hét mesterlövész (The Magnificent Seven) – Chris
  - Orfeusz végrendelete (Le testament d'Orphée ou ne me demandez pas pourquoi) – A végrehajtó / bíróság hivatalnok
- 1959
  - Salamon és Sába királynője (Solomon and Sheba) – Salamon
  - Az utazás (The Journey) – Szovjet őrnagy
- 1958
  - A kalóz (The Buccaneer) – Jean Lafitte
  - A Karamazov testvérek (The Brothers Karamazov) – Dmitri Karamazov
- 1956
  - Anasztázia (Anastasia) – Bounine
  - Anna és a sziámi király (The King and I)
  - Tízparancsolat (The Ten Commandments) – Ramszesz
- 1953 – Omnibus (tv–sorozat) – François Villon
- 1949 – New York kikötője (Port of New York) – Paul Vicola
- 1944 – Mr. Jones and His Neighbors (tv–sorozat) – Mr. Jones

## Fordítás
- Ez a szócikk részben vagy egészben  a   Yul Brynner című angol Wikipédia-szócikk ezen változatának fordításán alapul.  Az eredeti cikk szerkesztőit annak laptörténete sorolja fel. Ez a jelzés csupán a megfogalmazás eredetét és a szerzői jogokat jelzi, nem szolgál a cikkben szereplő információk forrásmegjelöléseként.